# Испанский язык в Испании

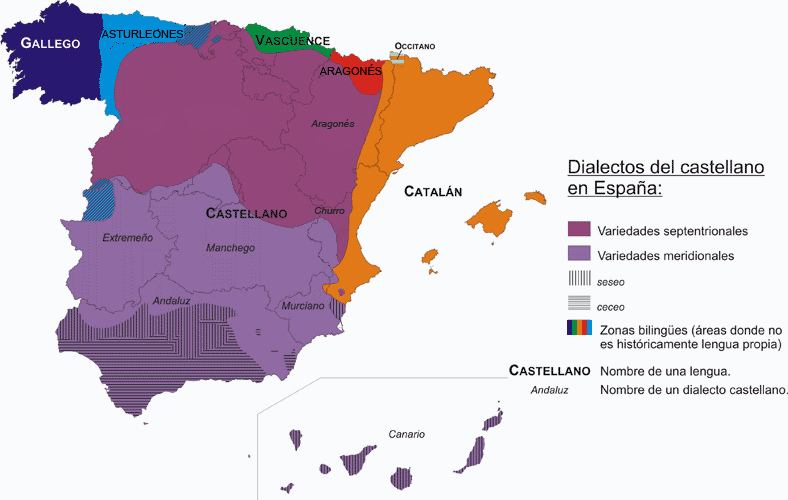
Диалекты и акценты испанского языка в Испании и Андорре.

Испанский язык (исп. idioma español) является официальным языком Испании и самым многочисленным её языком по числу говорящих. Некоторые испанцы и большинство латиноамериканцев называют испанский язык жителей Пиренейского полуострова (так называемых «пенинсуларес») «кастильским» (castellano) — от средневекового королевства Кастилия (Castilla) в центральной части Пиренейского полуострова, название которого, в свою очередь, произошло от латинского Castellanus. В англоязычной литературе для испанского языка в Испании используются также обозначения Spanish of Spain, European Spanish, Iberian Spanish или Spanish Spanish.
В Испании расположен главный регулятор испанского языка — Королевская академия испанского языка, которая координирует работу аналогичных академий в испаноговорящих странах в рамках Ассоциации академий испанского языка.

## Число говорящих
По данным исследования, проведённого Eurobarometer в 2006, кастильский испанский считают родным языком 89 % населения Испании; каталонский считают родным 9 %, галисийский — 5 %, баскский — 1 %; 3 % (иммигранты) — другие языки (английский, французский и т. д.).

## Диалекты
В испанском языке в Испании выделяются две основных группы диалектов — северные и южные. К северным диалектам относятся:
- Кастильский диалект
- Риохский диалект
- Арагонский диалект
- Чурро
- Каталанский диалект
- Галисийский диалект.

К южным диалектам относятся:
- Мадридский диалект
- Ла-Манчский диалект
- Валенсийский диалект
- Мурсийский диалект
- Эстремадурский диалект
- Андалузский диалект
- Канарский диалект.

Различия между диалектами испанского в Испании незначительны, и их носители легко понимают друг друга. Одним из наиболее известных различий является сходное произношение букв S и Z / C. Например, caza («охота») произносится так же, как сasa («дом»). Эта особенность характерна для южных регионов Испании.